# Valerio Faenzi
Valerio Faenzi, ou Camillo Faenzi , né à Vérone vers 1525 et mort en 1598, est un théologien, géologue et humaniste italien.

## Biographie
Valerio Faenzi naît vers 1525 dans une riche famille véronaise. Entré chez les Dominicains, il reste longtemps au couvent des Saints Jean et Paul à Venise, et devient membre de l'académie vénitienne della Fama. Le 4 avril 1566, le pape Pie V le nomme inquisiteur général à Venise.
En 1561, Faenzi publie à Venise chez les Aldes le dialogue De origine montium, considéré comme le premier traité écrit en Europe traitant exclusivement de l'orogenèse. Dans le traité, Faenzi identifie diverses causes possibles de l'origine des montagnes, telles que les tremblements de terre, les inondations, les vents, les vapeurs à l'intérieur de la terre, l'influence des étoiles, l'érosion et le travail de l'homme. Faenzi fonde sa thèse sur diverses sources anciennes, médiévales et de la Renaissance, parmi lesquelles surtout le traité des Météorologiques d'Aristote, le De montibus de Boccace, les Etymologiae d'Isidore de Séville, le De rerum naturis de Raban Maur et le De ortu et causis subterraneorum de Georgius Agricola.
Pour ce travail, Faenzi est considéré, avec des auteurs tels que Conrad Gessner et Johann Jakob Scheuchzer, l'un des pères fondateurs de la géologie moderne et un précurseur de Nicolas Sténon.
Faenzi est aussi l'auteur d'ouvrages savants, dont Li diece circoli de lo imperio, un traité sur l'administration du Saint-Empire et sur le partage des domaines de Charles Quint entre son frère Ferdinand et son fils Philippe, publié chez les Aldes en 1558.

## Œuvres
- (la) De montium origine, Valerii Fauenties, ordinis Praedicatorum, dialogus, Venezia, in Academia Veneta, 1561 (lire en ligne)
- (it) I diece circoli dell'imperio nella Germania, Venezia, nell'Academia Venetiana, 1558 (lire en ligne)